# The Unholy Trinity
Pour plus de détails, voir Fiche technique et Distribution.
The Unholy Trinity est un film américain réalisé par Richard Gray (en) et sorti en 2024.
Il est présenté en avant-première au festival du film de Zurich 2024 avant sa sortie en salles l'année suivante.

## Synopsis
Dans le Montana des années 1870, Isaac Broadway est sur le point d'être pendu. Il demande alors à son fils Henry une dernière requête : se venger de l'homme qui l'a fait condamner à tort. En arrivant dans la ville isolée de Trinity, Henry se retrouve coincé entre le shérif intègre Gabriel Dove et un mystérieux hors-la-loi, St. Christopher.

## Fiche technique
Sauf indication contraire, les informations mentionnées dans cette section peuvent être confirmées par les bases de données cinématographiques IMDb et Allociné,  présentes dans la section « Liens externes ».
- Titre original : The Unholy Trinity
- Réalisation : Richard Gray (en)
- Scénario : Lee Zachariah
- Musique : Marco Beltrami et Tristan Beltrami
- Décors : Tessla Hastings
- Costumes : Vicki Hales
- Photographie : Thomas Scott Stanton
- Montage : Lee Smith
- Production : Jeanne Allgood, Kellie Brooks, Michele Gray, Richard Gray

Producteurs délégués : Carter Boehm, Lionel Hicks et Lee Matthews
- Sociétés de production : Amadeus Productions ; en association avec High Five Films
- Société de distribution : Saban Films (États-Unis)
- Budget : N/A
- Pays de production :  États-Unis
- Langue originale : anglais
- Format : couleur
- Genre : western, action
- Durée : 93 minutes
- Dates de sortie[2] :
  - Suisse : 12 octobre 2024 (festival de Zurich)
  - États-Unis : 13 juin 2025

## Distribution
- Pierce Brosnan : le shérif Gabriel Dove
- Samuel L. Jackson : St. Christopher
- Brandon Lessard : Henry Broadway
- Ethan Peck : Sam Scarborough
- Q'orianka Kilcher : Running Cub
- Tim Daly : Isaac Broadway
- Veronica Ferres : Sarah Dove
- David Arquette : le père Jacob
- Gianni Capaldi (en) : Gideon
- Katrina Bowden : Julia

## Production
En octobre 2023, il est annoncé que le tournage du film a eu lieu dans le Montana. Étant donné que le tournage avait commencé pendant la grève SAG-AFTRA de 2023, le syndicat avait accordé à la production un accord provisoire pour permettre le tournage.

## Sortie et accueil
Le film est présenté en avant-première mondiale le 12 octobre 2024 au festival du film de Zurich,.
La sortie dans les salles américaines est fixée au 13 juin 2025.